# INaturalist
iNaturalist je sociální síť a aplikace pro určování organismů a soustředění záznamů o jejich výskytu. Jde o projekt občanské vědy, do sběru dat se tedy může zapojit nejen vědecká komunita ale především široká veřejnost. Pozorování je možné vkládat prostřednictvím webové stránky nebo mobilní aplikace ve formě fotografií nebo zvukových nahrávek. Zaznamenaná pozorování pak slouží jako cenná otevřená data (tzv. open source) pro řadu výzkumných projektů, muzeí, botanických zahrad, parků a dalších organizací.

## Historie
iNaturalist.org byl založen v roce 2008 a vznikl jako závěrečná magisterská práce studentů Nate Agrin, Jessica Kline a Ken-ichi Ueda z Kalifornské univerzity v Berkeley. Nate Agrin a Ken-ichi Ueda pokračovali v budování stránky s webovým vývojářem Seanem McGregorem. V roce 2011 začal Ueda spolupracovat se Scottem Loariem, výzkumníkem na Stanfordově univerzitě a vyučujícím na Kalifornské univerzitě v Berkeley. Ueda a Loarie v současnosti iNaturalist.org společně řídí. 24. dubna 2014 byl iNaturalist.org sloučen se stránkami Kalifornské akademie věd.
V roce 2014 iNaturalist oslavil milionté pozorování a v roce 2020 překonala aplikace milník 50 milionů pozorování od více než milionu uživatelů.

## Využití aplikace a jejích dat

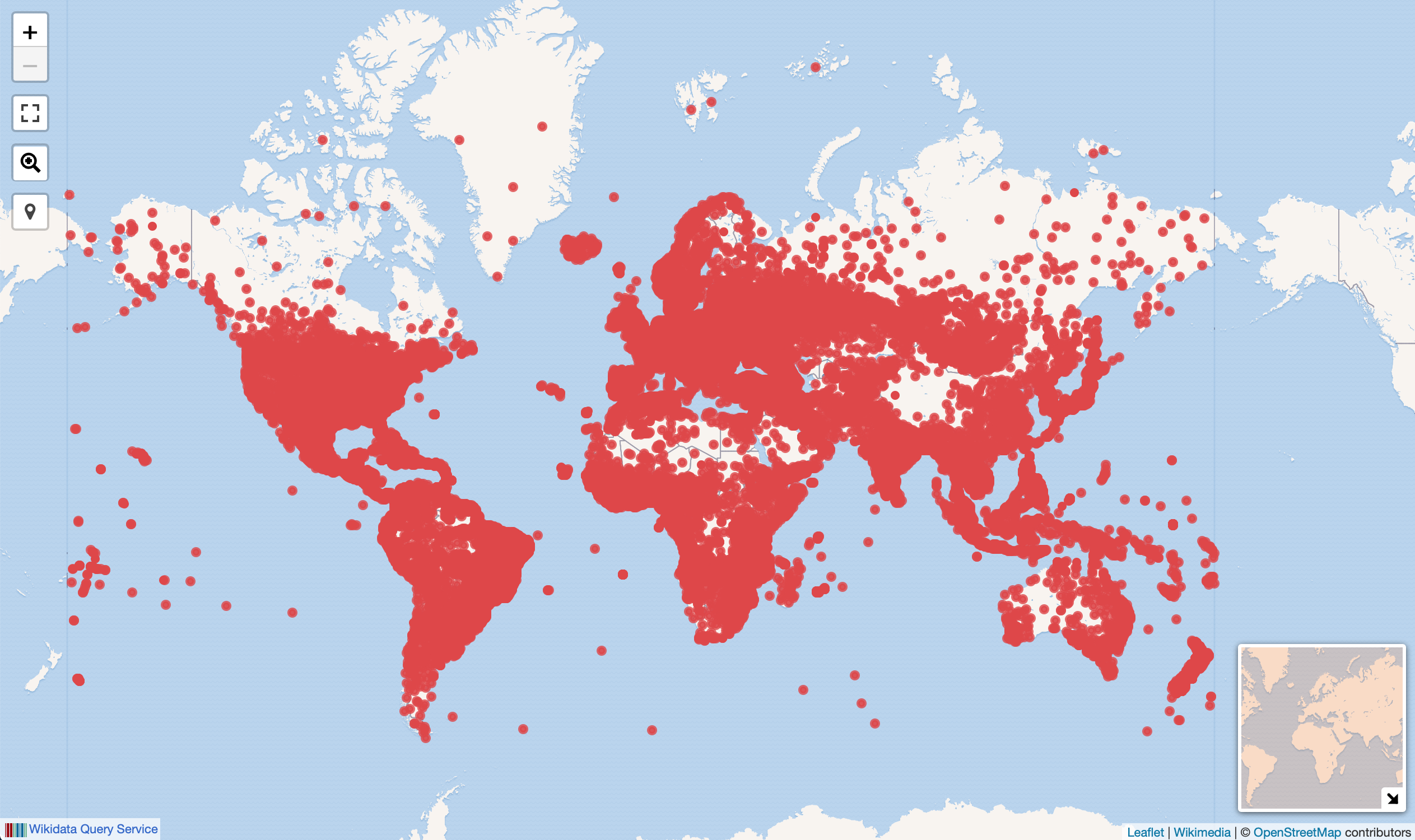
Zobrazení polohy záznamů pozorování uložených do aplikace iNaturalist z léta roku 2021.

Aby bylo možné data z iNaturalistu dále použít, vyžaduje každé pozorování u identifikace organismu ověření několika členy komunity. Komunitou ověřená pozorování z iNaturalistu jsou následně sdílena s významnými datovými úložišti jako Global Biodiversity Information Facility (GBIF), odkud je možné data stáhnout a využít. iNaturalist byl v roce 2020 nejcitovanějším datasetem získávaným právě z této platformy.
Nevýhodou dat z aplikace je přirozeně větší zaměření uživatelů na mapování hlavně městského prostředí a často navštěvovaných atraktivních přírodních lokalit. Distribuce záznamů z aplikace tak není prostorově rovnoměrná. Na druhou stranu umožňuje aplikace získat i záznamy ze soukromých pozemků, kam by jinak výzkumníci neměli přístup. Uživatelé se také primárně orientují na charismatické organismy s denní aktivitou, iNaturalist tak poskytuje mnohem méně dat o organismech s noční aktivitou nebo malých a rychle se pohybujících organismech.
Jelikož aplikace využívá algoritmů srovnávajících fotografie za účelem identifikace objektů v nich (resp. poskytnutí návrhu identifikátoru, jde o tzv. computer vision model), je tedy závislá na množství vložených fotografií jednotlivých druhů, které umožňují další učení umělé inteligence v jejich rozpoznávání. Z tohoto důvodu není část druhů organismů spolehlivě identifikovatelná pouze za využití algoritmu aplikace a vyžaduje i spolupráci uživatelů, odborníků na daný taxon.

### Odborné publikace
Vědecká komunita využívá data z aplikace v různých kontextech. Ať už jde o mapování biodiverzity, získání informací k podpoře ochrany přírody nebo nálezy nových druhů. Často jde ale hlavně o získání záznamů o rozšíření nebo návratu druhů už známých do nových biotopů nebo zemí, včetně informací o druzích ohrožených a sledování šíření invazních druhů. Diskutuje se i o získání dalších dat z uložených fotografií například o interakci mezi organismy (např. mezi rostlinami a jejich opylovači nebo monitoring parazitů a onemocnění, včetně hospodářsky významných).    
Sami uživatelé aplikace také společně sestavují seznam vědeckých publikací, která citují iNaturalist jako zdroj dat, zahrnující již desítky odborných článků. (Včetně např. publikace zabývající se reakcí velkých savců na snížení aktivity lidí ve městech během pandemie covidu.)    

### Význam ve vzdělávání
iNaturalist je využíván i pro vzdělávací a osvětové účely. Jeho využití ve výuce oceňují studenti jako zapojení interaktivních moderních technologií, netradiční prostředek výuky i možnost výuky venku. iNaturalist má ale i potenciál podpořit všímavost v přírodě, nadšení pro poznávání a určování druhů a povědomí o méně charismatických druzích organismů v bezprostředním okolí žáků a studentů. U vysokoškolských studentů podporuje schopnost zaznamenávání a následné práce s daty. Je možné ho používat pro vytváření digitálních herbářů.
Na druhou stranu díky automatickému určení druhu nepodporuje v učení se poznávacích znaků organismů. Studenti také mají tendenci pořizovat pozorování druhů v zajetí místo divokých. Větší potenciál získat statut ověřeného a tedy pro vědecké účely využitelného pozorování mají pak příspěvky od starších zapojených (16-19 let).

## City Nature Challenge

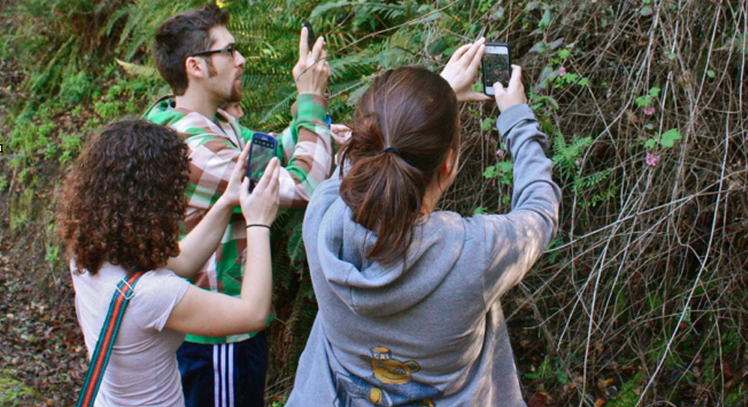
Používání mobilní aplikace iNaturalist v terénu

City Nature Challenge je několikadenní akce v rámci iNaturalist zaměřená na mapování biodiverzity urbanizovaného prostředí a slouží také jako jeden z významných nástrojů propagace aplikace. Akce začala v roce 2016 jako osmidenní přátelské klání mezi americkými městy Los Angeles a San Francisko, již v roce 2017 se ale rozšířila po celých Spojených státech a v roce 2018 do zbytku světa.
Akci zajišťují týmy zaměřené na občanskou vědu z Kalifornské akademie věd (California Academy of Sciences) a Muzea přírodní historie v Los Angeles (Natural History Museum of Los Angeles County). Celosvětové klání trvá čtyři dny a je organizované pravidelně na konci dubna. Cílem je získat co nejvíce pozorování, sledovaných druhů organismů a zapojených uživatelů na území daného města a poukázat tak na nečekaně velkou rozmanitost urbanizovaného prostředí skrze přátelskou soutěž.
Celosvětově se v roce 2022 zúčastnilo klání 445 měst ve 47 zemích světa a získáno bylo přes 1,6 milionu pozorování více než 50 tisíc druhů organismů.

### Organizace v ČR
Česko je do akce City Nature Challenge zapojené od roku 2018 díky Národnímu muzeu v Praze, které akci v hlavním městě zaštiťuje s podporou dalších organizací (jako AOPK ČR, Česká botanická společnost, Lesy hl. m. Prahy, portál BioLib.cz, PřF UK a další). Prvním zapojeným městem byla Praha a v dalších letech následovaly postupně Brno (pod záštitou Hvězdárny a planetária Brno v roce 2020), Uherské Hradiště (pod záštitou UTB v roce 2021) a České Budějovice (pod záštitou Biologického centra AV ČR v roce 2022). Cílem akce je v ČR i pravidelně organizovaná osvěta formou exkurzí a zapojení široké veřejnosti do mapování městské přírody. Odezva na tuto akci a motivace účastníků byla v roce 2020 mapována dotazníkovým šetřením, které zjistilo, že motivace českých uživatelů je především v možnosti určit jimi pozorované druhy a poznat díky aplikaci druhy nové.